# Луговское (Ореховский район)
Луговское (укр. Лугівське) — село,
Белогорьевский сельский совет,
Ореховский район,
Запорожская область,
Украина.
Код КОАТУУ — 2323980502. Население по переписи 2001 года составляло 172 человека.

## Географическое положение
Село Луговское находится на правом берегу реки Конка,
выше по течению на расстоянии в 1 км расположено село Богатое (Пологовский район),
ниже по течению на расстоянии в 1 км расположено село Белогорье,
на противоположном берегу — село Новосёловка (Пологовский район).

## История
- 1920 год — дата основания как село Луговое.

2024 год 21 августа - перешло под контроль ВС РФ